# Nasr Hamid Abu Zayd
Nasr Hamid Abu Zayd (Tanta, 7 de outubro de 1943 — Cairo, 5 de julho de 2010) foi um intelectual egípcio. Autor, acadêmico e um dos principais teólogos liberais no Islã, ele é famoso por seu projeto de uma hermenêutica alcorânica humanista , que "desafiou as visões mais comuns" sobre o Alcorão, provocando "controvérsia e debate".
Estudou na Universidade do Cairo e recebeu doutorado em estudos islâmicos e árabes.